# Maxwell Fry
Edwin Maxwell Fry (Wallasey, 2 agosto 1899 – Cotherstone, 3 settembre 1987) è stato un architetto britannico.
Fu uno dei più grandi esponenti del Movimento Moderno in Inghilterra, fervente razionalista ed assistente di Walter Gropius e di Le Corbusier (1951-1954).
Tra le sue opere si ricordano la Sun House di Hampstead (1935), Kensal House a Londra (1936) e il Breadspear Crematorium a Nothwood (1975).
Nel 1941 contribuì al piano regolatore per la ricostruzione di Londra.